# 다언
다언(1993년 2월 12일 ~)은 대한민국의 가수다. 2018년 싱글 앨범 <내 앞에서 꺼져>로 데뷔했다.

## 방송
- 슈퍼스타K 4 - Top18

## 음반
- 내 앞에서 꺼져 (2018)
- 비밀과 거짓말 OST Part.2 (2018)
- 너만 있으면 돼 (2018)
- 용왕님 보우하사 OST Part.5 (2019)
- 우아한 가 OST Part.2 (2019)
- 우아한 가 OST Special Album (2020)